# Liste der Biografien/Colw
Liste der Biografien |
Portal Biografien |
Personensuche
# |
A |
B |
C |
D |
E |
F |
G |
H |
I |
J |
K |
L |
M |
N |
O |
P |
Q |
R |
S |
T |
U |
V |
W |
X |
Y |
Z |
?
 
Ca |
Cb |
Cc |
Ce |
Ch |
Ci |
Cj |
Ck |
Cl |
Cm |
Cn |
Co |
Cr |
Cs |
Ct |
Cu |
Cv |
Cw |
Cy |
Cz
 
Coa–Cod |
Coe–Cok |
Col |
Com |
Con |
Coo–Coq |
Cor |
Cos |
Cot |
Cou |
Cov |
Cow |
Cox |
Coy |
Coz
 
Cola |
Colb |
Colc |
Cold |
Cole |
Colf |
Colg |
Colh |
Coli |
Colk |
Coll |
Colm |
Coln |
Colo |
Colp |
Colq |
Cols |
Colt |
Colu |
Colv |
Colw |
Coly |
Colz
Die Liste der Biografien führt alle Personen auf, die in der deutschsprachigen Wikipedia einen Artikel haben. Dieses ist eine Teilliste mit 8 Einträgen von Personen, deren Namen mit den Buchstaben „Colw“ beginnt.

## Colw

### Colwe
- Colwell, Elizabeth (1881–1961), amerikanische Grafikerin, Typografin und Schriftstellerin
- Colwell, Rita R. (* 1934), US-amerikanische Mikrobiologin
- Colwell, Robert (* 1954), US-amerikanischer Computeringenieur
- Colwell, Robert K. (* 1943), US-amerikanischer Ökologe, Evolutionsbiologe und Hochschullehrer
- Colwell, Thom (* 1959), US-amerikanischer Filmproduzent

### Colwi
- Colwill, Christopher (* 1984), US-amerikanischer Wasserspringer
- Colwill, Levi (* 2003), englischer FußballspielerLevi Colwill (* 2003)

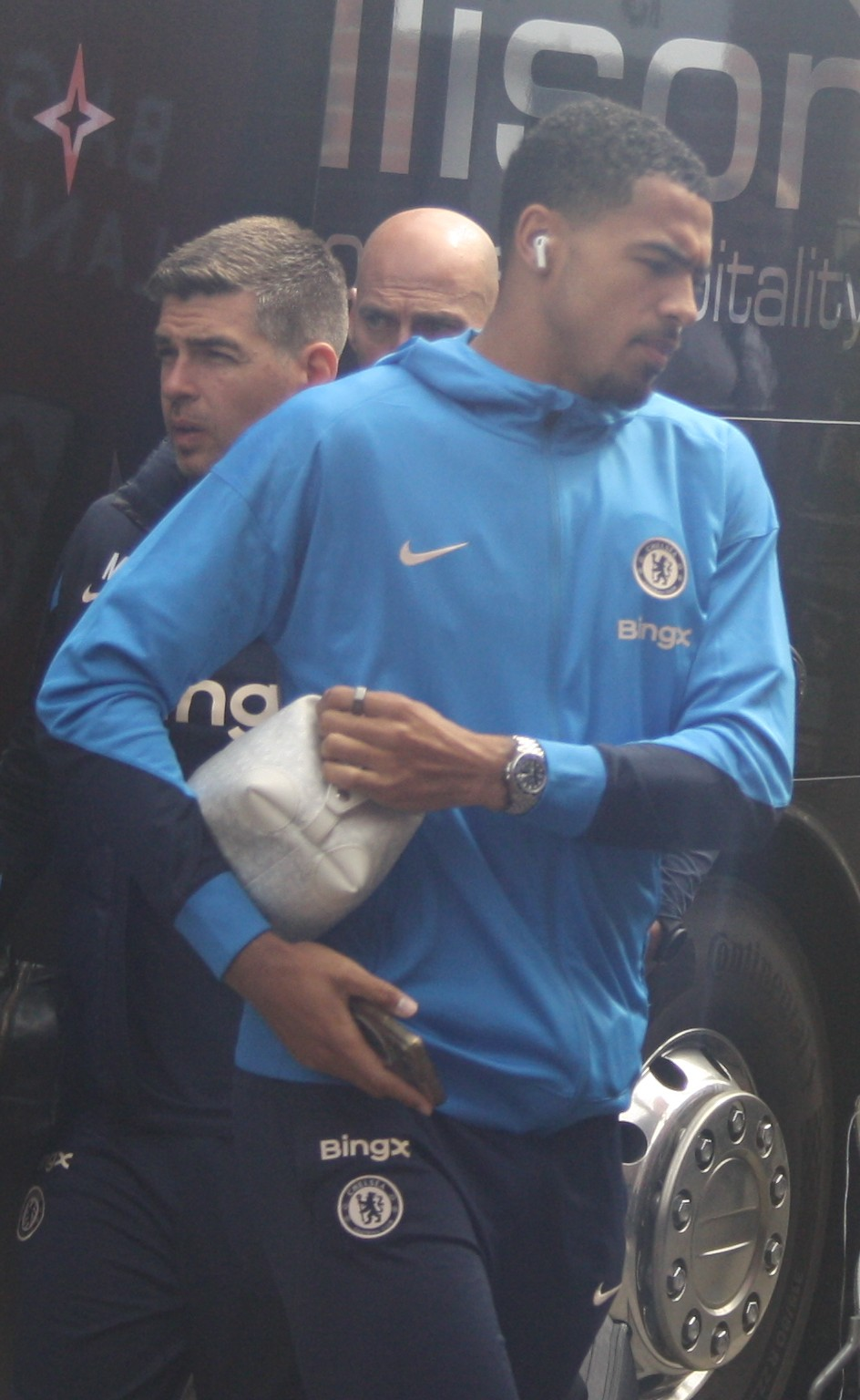
Levi Colwill (* 2003)

- Colwill, Rubin (* 2002), walisischer Fußballspieler